# 121007 Jiaxingnanhu
121007 Jiaxingnanhu è un asteroide della fascia principale. Scoperto nel 1999, presenta un'orbita caratterizzata da un semiasse maggiore pari a 2,2754855 au e da un'eccentricità di 0,3310590, inclinata di 11,01006° rispetto all'eclittica.